# Ангольский кустарниковый жаворонок
Ангольский кустарниковый жаворонок (лат. Amirafra angolensis) — вид воробьиных птиц из семейства жаворонковых (Alaudidae). Обитает на юге Центральной Африки.

## Описание
Длина птицы составляет 17-18 см, из которых от 4,6 до 5,8 см приходится на хвост. Длина клюва составляет от 1,6 до 2,1 см. Средний вес составляет 30–42 г. Виду не присущ половой диморфизм, хотя самцы немного больше и тяжелее самок.
Темя, затылок и шея рыжевато-коричневые. Верхняя часть тела рыжевато-коричневая с темными полосками. Лицо охристое, горло беловатое. Грудь и живот кремовые, грудь покрыта темно-коричневыми полосками. Живот светло-кремовый. Крылья коричневые, края крыльев рыжеватые. Глаза красновато-карие.

## Подвиды
Выделяют три подвида:
- A. a. marungensis (Hall, BP, 1958) — юго-восток ДР Конго, юго-западная Танзания;
- A. a. angolensis (Barboza du Bocage, 1880) - северная, западная и центральная Ангола;
- A. a. antonii (Hall, BP, 1958) - восточная Ангола, юг ДР Конго, северо-западная Замбия.

## Распространение и среда обитания
Ангольские кустарниковые жаворонки живут в Анголе, Демократической Республике Конго, Замбии и Танзании. По оценкам, его глобальная площадь распространения составляет около 170 000 квадратных километров. Его естественной средой обитания являются субтропические, тропические, засушливые или сезонно влажные равнинные луга. Часто первыми прилетают на поля, выгоревшие при пожарах.

## Поведение
Ангольские кустарниковые жаворонки питаются насекомыми и семенами. Сезон размножения длится с сентября по январь. В кладке 3 яйца. Яйца кремового цвета с коричневыми пятнами.